# Buddy DeFranco

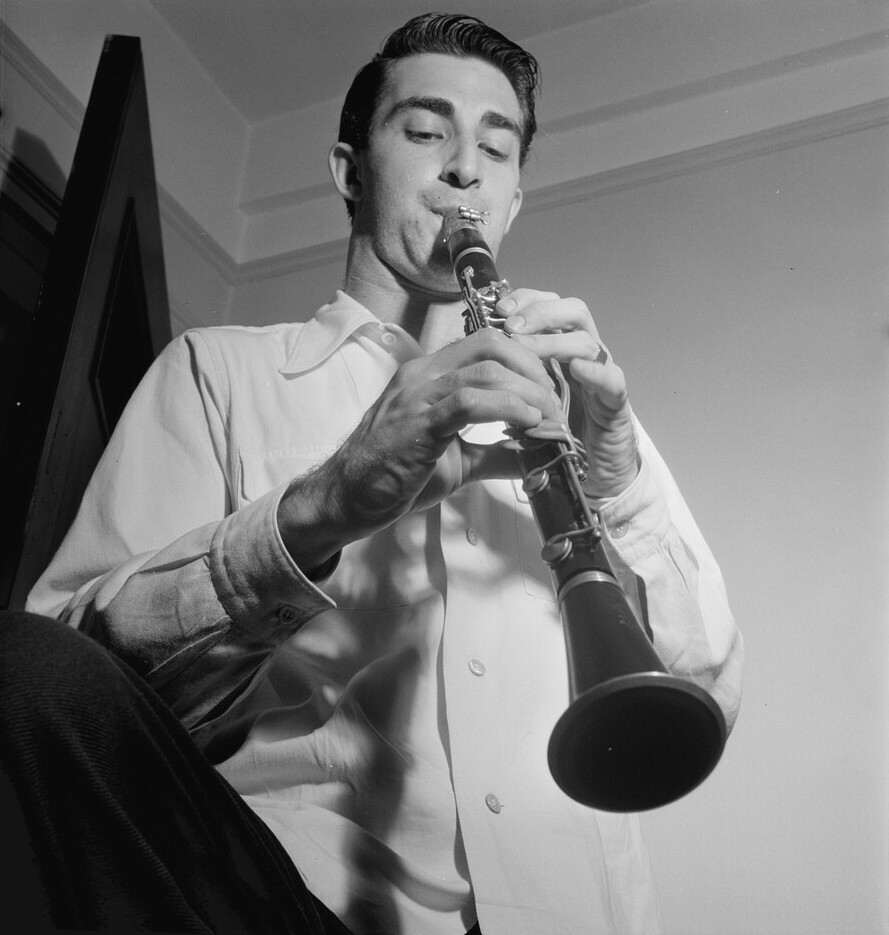
Buddy DeFranco (ca. September 1947; Fotografie von William P. Gottlieb)

Boniface Ferdinand Leonard „Buddy“ DeFranco (* 17. Februar 1923 in Camden, New Jersey; † 24. Dezember 2014 in Panama City, Florida) war ein amerikanischer Jazz-Klarinettist und Komponist.

## Leben und Wirken
DeFranco gewann im Alter von vierzehn Jahren den Tommy Dorsey Swing contest. Seit 1939 trat er mit Johnnie Scat Davis auf. In den 1940er Jahren gehörte er den Bands von Gene Krupa, Ted Fiorito und Charlie Barnet, Tommy Dorsey und Boyd Raeburn an. 1949 nahm er für Capitol Records auf; diese Einspielungen mit Sextett und Bigband wurden auf dem Avantgarde-Album Crosscurrents ebenso wie Aufnahmen von Lennie Tristano veröffentlicht. 1950 wurde er Mitglied des Count Basie Septet; daneben arbeitete er in den 1950er Jahren u. a. als Sideman von Art Blakey, Kenny Drew, Sonny Clark und Norman Granz und als Bandleader. Er hatte 1951 eine Big Band und ab 1952 ein Quartett (mit Kenny Drew (p), Milt Hinton (b), Art Blakey (dr)) bzw. Quintett. 1954 war er auf Europa-Tour mit Billie Holiday.
Von 1960 bis 1963 leitete er ein Quartett, mit dem der Akkordeonist Tommy Gumina auftrat und nahm mit Art Blakeys Jazz Messengers ein Album auf. Von 1966 bis 1974 leitete er das Glenn Miller Orchestra (Ghost Band). In der Folgezeit trat er bei zahlreichen Festivals auf, unterrichtete und nahm mehr als einhundertfünfzig Alben auf. Für You Must Believe in Swing erhielt er eine Grammy-Nominierung als bester Jazz-Instrumentalsolist. Er veröffentlichte das Lehrbuch Hand in Hand with Hanon.
2006 erhielt er die NEA Jazz Masters Fellowship. Seit dem Jahr 2000 ist das an der Universität von Montana jährlich stattfindende Jazzfestival, auf dem er bis 2012 auch jährlich auftrat, nach ihm benannt.
Seit Hauptwirkungsort war seit 1948 für viele Jahre New York City. Zuletzt lebte er mit seiner Ehefrau winters in Panama City Beach und sommers in Whitefish in Montana.

## Diskographie

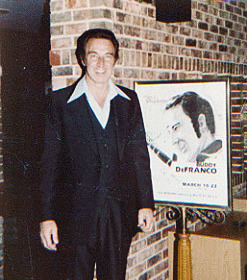
Buddy DeFranco (Ende der 1970er Jahre)

- Mr. Clarinet (Verve, 1953) mit Art Blakey, Milt Hinton
- Free Fall (Candid, 1974) mit Victor Feldman, John Chiodini, Joe Cocuzzo, Victor Sproles
- Buenos Aires Concerts (Hep, 1980) mit Jorge Lopez Ruiz, Ricardo Lew, Jorge Navarro
- Mr. Lucky (OJC, 1982) mit Albert Dailey, George Duvivier, Ronnie Bedford, Joe Cohn
- Hark (OJC, 1985) mit Joe Pass, Oscar Peterson, Martin Drew, Niels-Henning Ørsted Pedersen
- Holiday for Swing (Contemporary, 1988) mit John Campbell, Terry Gibbs
- Like Someone in Love (Progressive, 1989) mit Tal Farlow, Derek Smith, George Duvivier, Ronnie Bedford
- Chip off the Old Bop (Concord, 1992) mit Jimmy Cobb, Keter Betts, Joe Cohn, Larry Novak
- Buddy DeFranco & Oscar Peterson Play George Gershwin (1998) mit Herb Ellis, Oscar Peterson, Ray Brown
- Gone with the Wind (Storyville, 1999) mit Todd Coolman, Jerry Coleman
- Do Nothing Till You Here from Us (Concord, 2004) mit Dave McKenna, Joe Cohn, 1999
- Cookin' the Books (Arbors, 2004) mit Butch Miles, John Pizzarelli, Martin Pizzarelli, Ray Kennedy

## Sammlung
- The Complete Verve Recordings of the Buddy DeFranco Quartett/Quintett with Sonny Clark 1954/1955 – (Mosaic – 1986) – 5 LPs mit Gene Wright, Bobby White dm, Tal Farlow